# Campionato del mondo di scacchi 2023
Il campionato del mondo di scacchi 2023 è stato un match valido per il titolo mondiale, svoltosi dal 7 al 30 aprile ad Astana.
A contendersi il mondiale sono stati il grande maestro russo Jan Nepomnjaščij e il grande maestro cinese Ding Liren, che hanno guadagnato il diritto a partecipare al match, concludendo il Torneo dei candidati 2022 nelle prime due posizioni della classifica. Il campione del mondo uscente Magnus Carlsen, qualificato di diritto al match, ha rinunciato nel luglio 2022 a difendere il titolo che aveva conquistato per la quinta volta nell'edizione 2021.
L'incontro è stato vinto da Ding Liren agli spareggi con il punteggio di 2,5–1,5, dopo che le quattordici partite a tempo classico si erano concluse in parità, con tre vittorie per parte.
Esclusa l'edizione innaugurale del 1886, è stata la prima volta che un match mondiale non ha visto la partecipazione del detentore del titolo. Una precedente rinuncia a difendere il titolo si verificò in occasione del mondiale del 1975, ma in quel caso il match non venne disputato affatto. Lo statunitense Bobby Fischer, che aveva vinto il match mondiale del 1972 contro il campione sovietico Boris Spasskij, dopo lunghe trattative, non andate a buon fine, fu dichiarato sconfitto a tavolino dalla FIDE. Il titolo venne assegnato al sovietico Anatolij Karpov, vincitore del torneo dei candidati del 1974.

## Antefatti
Dopo aver difeso con successo il titolo mondiale per la quarta volta contro Jan Nepomnjaščij a Dubai nel dicembre del 2021, all'indomani dell'ultima partita con il suo sfidante Carlsen espresse dei dubbi sulla possibilità di partecipare a un sesto match mondiale, tranne nel caso in cui fosse stato il giovanissimo campione iraniano ʿAlīreżā Firūzjāh, all'epoca secondo nel ranking mondiale, a sfidarlo. Tuttavia il regolamento del campionato mondiale prevedeva, senza deroghe, che fosse il vincitore del torneo dei candidati a sfidare il campione in carica, perciò il campione del mondo norvegese dichiarò che avrebbe difeso il titolo soltanto se il giovane iraniano avesse vinto il suddetto torneo, adducendo la motivazione di non avere più stimoli nel giocare per il campionato del mondo, tranne nel caso di un'eventuale sfida con l'iraniano, che lo affascinava particolarmente. In seguito, il campione uscente dichiarò di non essere motivato a difendere il titolo, indipendemente dal risultato del torneo dei candidati. Nonostante alcune trattative con la FIDE, Carlsen confermerà la propria decisione a luglio, pochi giorni dopo la conclusione del torneo dei candidati 2022 di Madrid, vinto di nuovo dal suo ultimo sfidante Jan Nepomnjaščij.

## Qualificazioni
Come nelle precedenti edizioni, lo sfidante veniva decretato dal Torneo dei candidati, che prevedeva un girone unico andata e ritorno a 8 partecipanti. Un posto sarebbe stato assegnato di diritto al finalista della precedente edizione, mentre la qualificazione di sei degli otto partecipanti al torneo sarebbe stata decretata da tre tornei organizzati dalla FIDE ed elencati di seguito:
- Coppa del Mondo di scacchi
- FIDE Grand Prix
- FIDE Grand Swiss

### Coppa del Mondo
La Coppa del Mondo è stata un torneo a eliminazione diretta tra 206 giocatori, che si è svolta a Soči dal 10 luglio al 6 agosto del 2021; ogni turno consisteva in un mini-match di due partite, seguito eventualmente da spareggi di gioco rapido e lampo. I giocatori si sono qualificati per il torneo principalmente in base ai tornei di qualificazione continentali, organizzati soprattutto nel formato hybrid, i tornei zonali, il punteggio Elo. Vincitore e finalista si qualificavano per il torneo dei candidati: Jan-Krzysztof Duda e Sergej Karjakin.

### FIDE Grand Prix
Il Grand Prix 2022 è stato un ciclo di tre tornei che si è tenuto da febbraio ad aprile del 2022, tutti nella stessa città, per facilitare i viaggi ai giocatori a causa delle problematiche della pandemia di COVID-19. I due primi classificati si qualificavano al torneo dei candidati: Hikaru Nakamura, Richárd Rapport.

### FIDE Grand Swiss
Il FIDE Grand Swiss 2021 è stato un torneo a sistema svizzero fra i primi cento scacchisti del ranking mondiale, che si è svolto a Riga fra il 26 ottobre e l'8 novembre del 2021. I primi due classificati si sono qualificati per il torneo dei candidati: Alireza Firouzja, Fabiano Caruana.

### Wildcard
Una wildcard è stata assegnata dalla FIDE a Teymur Rəcəbov. Dopo le vicende legate alla Pandemia di COVID-19 che hanno compromesso la sua partecipazione al Torneo dei candidati 2020-2021, il presidente Arkadij Dvorkovič ha stabilito che un pass per i Candidati spettasse al grande maestro azerbaigiano.

## Torneo dei candidati
Il Torneo dei candidati si è disputato nel luglio del 2022 a Madrid, in Spagna, tra otto partecipanti.
Il grande maestro russo Jan Nepomnjaščij era qualificato di diritto, in quanto ultimo sfidante di Magnus Carlsen nel 2021. Al russo Sergej Karjakin, squalificato per sei mesi dalla FIDE a causa di alcune dichiarazioni a supporto della invasione russa dell'Ucraina, è subentrato il grande maestro cinese Ding Liren. Il torneo ha visto trionfare per la seconda volta consecutiva Nepomnjaščij, mentre Ding Liren, arrivato in seconda posizione, si è qualificato al match mondiale, nuovamente ripescato per via della rinuncia di Carlsen.

## Il match

### Formato e montepremi
Ogni giocatore avrebbe avuto a disposizione 120 minuti per le prime 40 mosse, 60 minuti per le successive 20 e 15 minuti ulteriori dalla 61ª mossa alla fine della partita. L'incremento di 30 secondi per mossa ha inizio dalla 61ª mossa. Era vietata la patta d'accordo prima della 40ª mossa. I giorni di riposo sarebbero stati uno ogni due partite e fra la settima e l'ottava partita.
In caso di parità dopo la 14ª partita, sarebbero stati previsti quattro incontri rapid con tempo previsto di 25 minuti, 10 secondi di incremento a mossa per ogni giocatore. Nel caso si fosse verificata ulteriore parità, era prevista un'ulteriore fase di spareggi con un mini-match di due partite a cadenza blitz con un tempo di 5 minuti e 3 secondi di incremento a mossa dalla prima mossa, da ripetere ulteriormente in caso di parità. In mancanza di un vincitore dopo questa fase di spareggi, il match sarebbe stato deciso da una partita secca con 3 minuti e 2 secondi di incremento da mossa 1. La partita sarebbe stata ripetuta a colori invertiti dopo eventuale parità. Questa procedurà sarebbe stata ripetuta all'infinito fino a decretare un vincitore.
Il montepremi era di 2 milioni di euro, del quale il 60% sarebbe andato al vincitore dell'incontro, se quest'ultimo fosse stato vinto senza ricorrere agli spareggi, altrimenti la quota per il campione del mondo sarebbe scesa al 55%.

### Secondi
Nella squadra di Nepomnjaščij venne confermata la presenza del grande maestro russo Nikita Vitiugov. Nella squadra di Ding erano presenti il grande maestro ungherese Richárd Rapport e il grande maestro uzbeko Jakhongir Vakhidov, che operava da remoto.

### Precedenti
| Partite classiche           | Partite classiche           | Partite classiche     | Partite classiche | Partite classiche | Partite classiche |
|                             |                             | Vittorie Nepomnjaščij | Patte             | Vittorie Ding     | Totale            |
| --------------------------- | --------------------------- | --------------------- | ----------------- | ----------------- | ----------------- |
| Tempo Lungo                 | Nepomnjaščij (B) – Ding (N) | 2                     | 5                 | 0                 | 7                 |
| Tempo Lungo                 | Ding (B) – Nepomnjaščij (N) | 1                     | 3                 | 3                 | 7                 |
| Tempo Lungo                 | Totale                      | 3                     | 8                 | 3                 | 14                |
| Lampo / Rapido / Esibizione | Lampo / Rapido / Esibizione | 13                    | 17                | 9                 | 39                |
| Totale                      | Totale                      | 16                    | 25                | 12                | 53                |

### Risultati
Nel sorteggio, effettuato con un braccio robotico il 7 aprile, toccò a Nepomnjaščij partire con il bianco nella prima partita del match.
|                          | 1 | 2 | 3 | 4 | 5 | 6 | 7 | 8 | 9 | 10 | 11 | 12 | 13 | 14 | Totale |
| ------------------------ | - | - | - | - | - | - | - | - | - | -- | -- | -- | -- | -- | ------ |
| Jan Nepomnjaščij ( FIDE) | ½ | 1 | ½ | 0 | 1 | 0 | 1 | ½ | ½ | ½  | ½  | 0  | ½  | ½  | 7      |
| Ding Liren ( Cina)       | ½ | 0 | ½ | 1 | 0 | 1 | 0 | ½ | ½ | ½  | ½  | 1  | ½  | ½  | 7      |

|                          | R1 | R2 | R3 | R4 | Totale |
| ------------------------ | -- | -- | -- | -- | ------ |
| Jan Nepomnjaščij ( FIDE) | ½  | ½  | ½  | 0  | 1,5    |
| Ding Liren ( Cina)       | ½  | ½  | ½  | 1  | 2,5    |

## Partite

### Partite a cadenza classica

#### Partita 1, 9 aprile: Nepomnjaščij–Ding ½–½
Partita spagnola (ECO C85)
1.e4(?) e5 2.Cf3 Cc6 3.Ab5 a6 4.Aa4 Cf6 5.0-0 Ae7 6.Axc6 dxc6 7.Te1 Cd7 8.d4 exd4 9.Dxd4 0-0 10.Af4 Cc5 11.De3 Ag4 12.Cd4 Dd7 13.Cc3 Tad8 14.Cf5 Ce6 15.Cxe7+ Dxe7 16.Ag3 Ah5 17.f3 f6 18.h3 h6 19.Rh2 Af7 20.Tad1 b6 21.a3 a5 22.Ce2 Txd1 23.Txd1 Td8 24.Td3 c5 25.Dd2 c6 26.Txd8 Cxd8 27.Df4 b5 28.Db8 Rh7 29.Ad6 Dd7 30.Cg3 Ce6 31.f4 h5 32.c3 c4 33.h4 Dd8 34.Db7 Ae8 35.Cf5 Dd7 36.Db8 Dd8 37.Dxd8 Cxd8 38. Cd4 Cb7 39.e5 Rg8 40.Rg3 Ad7 41.Ac7 Cc5 42.Axa5 Rf7 43.Ab4 Cd3 44.e6+ Axe6 45.Cxc6 Ad7 46.Cd4 Cxb2 47.Rf3 Cd3 48.g3 Cc1 49.Re3 Cb3 ½–½.

#### Partita 2, 10 aprile: Ding–Nepomnjaščij 0–1
Gambetto di donna accettato (ECO D27)
1.d4 Cf6 2.c4 e6 3.Cf3 d5 4.h3 dxc4 5.e3 c5 6.Axc4 a6 7.0-0 Cc6 8.Cc3 b5 9.Ad3 Ab7 10.a4 b4 11.Ce4 Ca5 12.Cxf6 gxf6 13.e4 c4 14.Ac2 Dc7 15.Ad2 Tg8 16.Tc1 0-0-0 17.Ad3 Rb8 18.Te1 f5 19.Ac2 Cc6 20.Ag5 Txg5 21.Cxg5 Cxd4 22.Dh5 f6 23.Cf3 Cxc2 24.Txc2 Axe4 25.Td2 Ad6 26.Rh1 c3 27.bxc3 bxc3 28.Td4 c2 29.Dh6 e5 0–1.

#### Partita 3, 12 aprile: Nepomnjaščij–Ding ½–½
Gambetto di donna rifiutato, variante di cambio (ECO D35)
1. d4 Cf6 2. c4 e6 3. Cc3 d5 4. cxd5 exd5 5. Ag5 c6 6. e3 h6 7. Ah4 Ae7 8. Ad3 0-0 9. Dc2 Te8 10. Cge2 Cbd7 11. 0-0 a5 12. a3 Ch5 13. Axe7 Dxe7 14. Tae1 Cf8 15. Cc1 Cf6 16. f3 Ce6 17. C1e2 c5 18. Ab5 Td8 19. dxc5 Dxc5 20. Dd2 Ad7 21. Axd7 Cxd7 22. Cd4 Cb6 23. Td1 Cc4 24. Df2 Tac8 25. Ca4 De7 26. Tfe1 Df6 27. Cb5 Cc7 28. Cd4 Ce6 29. Cb5 Cc7 30. Cd4 Ce6 ½–½

#### Partita 4, 13 aprile: Ding–Nepomnjaščij 1–0
Partita inglese (ECO A28)
1. c4 Cf6 2. Cc3 e5 3. Cf3 Cc6 4. e3 Ab4 5. Dc2 Axc3 6. bxc3 d6 7. e4 0-0 8. Ae2 Ch5 9. d4 Cf4 10. Axf4 exf4 11. 0-0 Df6 12. Tfe1 Te8 13. Ad3 Ag4 14. Cd2 Ca5 15. c5 dxc5 16. e5 Dh6 17. d5 Tad8 18. c4 b6 19. h3 Ah5 20. Ae4 Te7 21. Dc3 Tde8 22. Af3 Cb7 23. Te2 f6 24. e6 Cd6 25. Tae1 Cf5 26. Axh5 Dxh5 27. Te4 Dh6 28. Df3 Cd4 29. Txd4 cxd4 30. Cb3 g5 31. Cxd4 Dg6 32. g4 fxg3 33. fxg3 h5 34. Cf5 Th7 35. De4 Rh8 36. e7 Df7 37. d6 cxd6 38. Cxd6 Dg8 39. Cxe8 Dxe8 40. De6 Rg7 41. Tf1 Th6 42. Td1 f5 43. De5+ Rf7 44. Dxf5+ Tf6 45. Dh7+ Re6 46. Dg7 Tg6 47. Df8 1–0

#### Partita 5, 15 aprile: Nepomnjaščij–Ding 1–0
Partita spagnola (ECO C84)
1. e4 e5 2. Cf3 Cc6 3. Ab5 a6 4. Aa4 Cf6 5. 0-0 Ae7 6. d3 b5 7. Ab3 d6 8. c3 0-0 9. h3 Ab7 10. a4 Ca5 11. Aa2 c5 12. Ag5 h6 13. Axf6 Axf6 14. axb5 axb5 15. Cbd2 Cc6 16. Ad5 Txa1 17. Dxa1 Dd7 18. Te1 Ta8 19. Dd1 Ad8 20. Cf1 Ce7 21. Axb7 Dxb7 22. Ce3 Ab6 23. h4 Dc6 24. h5 c4 25. d4 exd4 26. Cxd4 Dc5 27. Dg4 De5 28. Cf3 De6 29. Cf5 Cxf5 30. exf5 Df6 31. De4 Tb8 32. Te2 Ac5 33. g4 Dd8 34. Dd5 Rf8 35. Rf1 Tc8 36. Te4 Tb8 37. g5 hxg5 38. Tg4 Ta8 39. Cxg5 Ta1+ 40. Re2 De7+ 41. Ce4 De8 42. Rf3 Da8 43. Dxa8+ Txa8 44. f6 g6 45. hxg6 fxg6 46. Txg6 Ta2 47. Rg4 Txb2 48. Th6 1–0

#### Partita 6, 16 aprile: Ding–Nepomnjaščij 1–0
Sistema di Londra (ECO D02)
1.d4 Cf6 2.Cf3 d5 3.Af4 c5 4.e3 Cc6 5.Cbd2 cxd4 6.exd4 Af5 7.c3 e6 8.Ab5 Ad6 9.Axd6 Dxd6 10.O-O O-O 11.Te1 h6 12.Ce5 Ce7 13.a4 a6 14.Af1 Cd7 15.Cxd7 Dxd7 16.a5 Dc7 17.Df3 Tfc8 18.Ta3 Ag6 19.Cb3 Cc6 20.Dg3 De7 21.h4 Te8 22.Cc5 e5 23.Tb3 Cxa5 24.Txe5 Df6 25.Ta3 Cc4 26.Axc4 dxc4 27.h5 Ac2 28.Cxb7 Db6 29.Cd6 Txe5 30.Dxe5 Dxb2 31.Ta5 Rh7 32.Tc5 Dc1+ 33.Rh2 f6 34.Dg3 a5 35.Cxc4 a4 36.Ce3 Ab1 37.Tc7 Tg8 38.Cd5 Rh8 39.Ta7 a3 40.Ce7 Tf8 41.d5 a2 42.Dc7 Rh7 43. Cg6 Tg8 44. Df7 1–0

#### Partita 7, 18 aprile: Nepomnjaščij–Ding 1–0
Difesa francese, variante Tarrasch (ECO C07)
1. e4 e6 2. d4 d5 3. Cd2 c5 4. Cgf3 cxd4 5. Cxd4 Cf6 6. exd5 Cxd5 7. C2f3 Ae7 8. Ac4 Cc6 9. Cxc6 bxc6 10. O-O O-O 11. De2 Ab7 12. Ad3 Dc7 13. De4 Cf6 14. Dh4 c5 15. Af4 Db6 16. Ce5 Tad8 17. Tae1 g6 18. Ag5 Ad4 19. Dh3 Dc7 20. b3 Ch5 21. f4 Ad6 22. c3 Cxf4 23. Axf4 Txf4 24. Txf4 Axe5 25. Th4 Td8 26. Ae4 Axe4 27. Thxe4 Td5 28. Th4 Dd6 29. De3 h5 30. g3 Af6 31. Tc4 h4 32. gxh4 Td2 33. Te2 Td3 34. Dxc5 Td1+ 35. Rg2 Dd3 36. Tf2 Rg7 37. Tcf4 Dxc3 1–0

#### Partita 8, 19 aprile: Ding–Nepomnjaščij ½–½
Difesa nimzo-indiana, variante Sämisch (ECO E28)
1. d4 Cf6 2. c4 e6 3. Cc3 Ab4 4. e3 0-0 5. a3 Axc3+ 6. bxc3 d6 7. Ce2 c5 8. Cg3 Cc6 9. Ra2 b6 10. e4 Aa6 11. Ag5 h6 12. h4 hxg5 13. hxg5 g6 14. gxf6 Dxf6 15. e5 dxe5 16. d5 Ce7 17. d6 Cf5 18. Ce4 Dd8 19. Dd3 Rg7 20. g4 Ab7 21. Th3 Nh4 22. g5 Axe4 23. Dxe4 Cf5 24. Td2 Th8 25. Txh8 Dxh8 26. d7 Td8 27. Dxe5+ Rh7 28. Dh2+ Rg7 29. De5+ Rh7 30. Dh2+ Rg7 31. Dc7 Dh4 32. Rd1 Dxg5 33. Rc2 De7 34. Ag2 e5 35. Ae4 Ch6 36. Dxa7 Cg4 37. Af3 Cxf2 38. Txf2 e4 39. Te2 f5 40. Dxb6 Txd7 41. Db8 Dd6 42. Dxd6 Txd6 43. Axe4 fxe4 44. Txe4 Rf6 45. Te8 ½–½

#### Partita 9, 21 aprile: Nepomnjaščij–Ding ½–½
Partita spagnola, difesa berlinese (ECO C65)
1. e4 e5 2. Cf3 Cc6 3. Ab5 Cf6 4. d3 Ac5 5. c3 0-0 6. 0-0 d5 7. Cbd2 dxe4 8. dxe4 a5 9. a4 De7 10. Dc2 Cb8 11. Te1 Td8 12. h3 h6 13. Cf1 c6 14. Ac4 Ca6 15. Cg3 Dc7 16. Aa2 b5 17. De2 Tb8 18. Ch4 Af8 19. Df3 bxa4 20. Axh6 Cc5 21. Cg6 Txb2 22. Cxf8 Txf8 23. Ag5 Ch7 24. Ac1 Tb5 25. Aa3 Te8 26. Ac4 Ae6 27. Axe6 Cxe6 28. Cf5 c5 29. De2 Tb3 30. Dc4 Dc6 31. Ac1 Cf6 32. Dxa4 Dxa4 33. Txa4 Txc3 34. Ab2 Tb3 35. Axe5 Tb4 36. Txa5 Txe4 37. Txe4 Cxe4 38. Ta4 Cd4 39. Axd4 cxd4 40. Txd4 g6 41. Ce3 Rg7 42. Tb4 Cg3 43. Tb7 Cf5 44. Cg4 Te7 45. Tb5 Te1+ 46. Rh2 Te2 47. Tb7 Cd6 48. Ta7 Rf8 49. Rg3 f5 50. Rf3 Te7 51. Ta8+ Te8 52. Txe8+ Rxe8 53. Ce5 g5 54. h4 gxh4 55. Rf4 h3 56. gxh3 Re7 57. Cc6+ Rf6 58. Cd4 Ce4 59. f3 Cf2 60. h4 Cd3+ 61. Rg3 Rg6 62. Ce6 Rf6 63. Cf4 Cb4 64. Rf2 Re5 65. Re3 Cc2+ 66. Rd2 Cd4 67. Cd3+ Rf6 68. Re3 Cc2+ 69. Rf4 Cd4 70. Rg3 Ce2+ 71. Rf2 Cd4 72. Cf4 Re5 73. Ce2 Ce6 74. Rg3 Rf6 75. Rg2 Rg7 76. Rf2 f4 77. Rg1 Rg6 78. Rg2 Rh6 79. Cc1 Rh5 80. Rh3 Cd4 81. Cd3 Cxf3 82. Cxf4+ ½–½

#### Partita 10, 23 aprile: Ding–Nepomnjaščij ½–½
Partita inglese, sistema dei quattro cavalli (ECO A28)
1. c4 Cf6 2. Cc3 e5 3. Cf3 Cc6 4. e4 Ac5 5. Cxe5 Cxe5 6. d4 Ab4 7. dxe5 Cxe4 8. Df3 Cxc3 9. bxc3 Ac5 10. Dg3 Rf8 11. Ae2 d6 12. Af4 De7 13. Td1 h5 14. 0-0 h4 15. Dd3 g5 16. exd6 cxd6 17. Axd6 Dxd6 18. Dxd6+ Axd6 19. Txd6 Ae6 20. f4 Re7 21. Td4 gxf4 22. Tfxf4 h3 23. g4 Tac8 24. Rf2 Tc5 25. a4 Ta5 26. Ad1 b6 27. Rg3 Th6 28. Tfe4 Rf8 29. Td8+ Rg7 30. Ta8 Tc5 31. Txa7 Axc4 32. Tae7 Thc6 33. T7e5 Txe5 34. Txe5 Ab3 35. Axb3 Txc3+ 36. Rh4 Txb3 37. Tb5 Ta3 38. Txb6 Txa4 39. Rxh3 f5 40. gxf5 Tf4 41. Tb5 Rf6 42. Rg3 Txf5 43. Txf5+ Rxf5 44. h4 Rg6 45. h5+ Rxh5 ½–½

#### Partita 11, 24 aprile: Nepomnjaščij–Ding ½–½
Partita spagnola, variante chiusa (ECO C84)
1. e4 e5 2. Cf3 Cc6 3. Ab5 a6 4. Aa4 Cf6 5. 0-0 Ae7 6. d3 b5 7. Ab3 d6 8. a3 Ca5 9. Aa2 c5 10. Cc3 Ae6 11. Ag5 0-0 12. Axf6 Axf6 13. Cd5 g6 14. Dd2 Ag7 15. Cg5 c4 16. Cxe6 fxe6 17. Ce3 Ah6 18. Tad1 Tb8 19. dxc4 Cxc4 20. Axc4 bxc4 21. Dxd6 Dxd6 22. Txd6 Axe3 23. fxe3 Txf1+ 24. Rxf1 Txb2 25. Txe6 Txc2 26. Txa6 Ta2 27. Tc6 Txa3 28. Txc4 Txe3 29. Rf2 Ta3 30. Tc5 Ta2+ 31. Rf3 Ta3+ 32. Rg4 Ta2 33. Rh3 Te2 34. Txe5 Rf7 35. Rg3 Rf6 36. Te8 Rf7 37. Te5 Rf6 38. Te8 Rf7 39. Te5 ½–½

#### Partita 12, 26 aprile: Ding–Nepomnjaščij 1–0
Sistema Colle (ECO D04)
1. d4 Cf6 2. Cf3 d5 3. e3 c5 4. Cbd2 cxd4 5. exd4 Dc7 6. c3 Ad7 7. Ad3 Cc6 8. 0-0 Ag4 9. Te1 e6 10. Cf1 Ad6 11. Ag5 0-0 12. Axf6 gxf6 13. Cg3 f5 14. h3 Axf3 15. Dxf3 Ce7 16. Ch5 Rh8 17. g4 Tg8 18. Rh1 Cg6 19. Ac2 Ch4 20. De3 Tg6 21. Tg1 f4 22. Dd3 De7 23. Tae1 Dg5 24. c4 dxc4 25. Dc3 b5 26. a4 b4 27. Dxc4 Tag8 28. Dc6 Ab8 29. Db7 Th6 30. Ae4 Tf8 31. Dxb4 Dd8 32. Dc3 Cg6 33. Ag2 Dh4 34. Te2 f5 35. Txe6 Txh5 36. gxh5 Dxh5 37. d5+ Rg8 38. d6 1–0

#### Partita 13, 27 aprile: Nepomnjaščij–Ding ½–½
Partita spagnola, variante chiusa (ECO C84)
1. e4 e5 2. Cf3 Cc6 3. Ab5 a6 4. Aa4 Cf6 5. 0-0 Ae7 6. d3 b5 7. Ab3 d6 8. c3 0-0 9. h3 Ab7 10. Ae3 Ca5 11. Ac2 c5 12. Cbd2 Te8 13. a4 h6 14. d4 exd4 15. cxd4 cxd4 16. Cxd4 Cc4 17. Cxc4 bxc4 18. f3 Af8 19. Af2 d5 20. exd5 Cxd5 21. Ae4 Te5 22. Tc1 Tc8 23. Ce2 De7 24. Dd4 f5 25. Ag3 Txe4 26. fxe4 Dxe4 27. Dxe4 fxe4 28. Tfd1 Cbh4 29. Td7 Ac5+ 30. Rh2 Ac6 31. Tc7 Txc7 32. Axc7 Ad5 33. Cc3 Cd3 34. Tc2 Ac6 35. a5 Rf7 36. Te2 Cc1 37. Te1 Cd3 38. Te2 Cc1 39. Te1 Cd3 40. Te2 ½–½

#### Partita 14, 29 aprile: Ding–Nepomnjaščij ½–½
Difesa nimzo-indiana, variante Rubinstein (ECO E46)
1. d4 Cf6 2. c4 e6 3. Cc3 Ab4 4. e3 0-0 5. Ad2 d5 6. a3 Ae7 7. Cf3 c5 8. dxc5 Axc5 9. Dc2 dxc4 10. Axc4 Cbd7 11. Td1 Ae7 12. Cg5 h6 13. h4 Dc7 14. Ae2 Td8 15. Tc1 Cf8 16. Cge4 Cxe4 17. Cxe4 Dxc2 18. Txc2 Ad7 19. Ab4 Axb4+ 20. axb4 Ac6 21. Cc5 Axg2 22. Tg1 Ad5 23. e4 Ac6 24. b5 Ae8 25. Cxb7 Td4 26. Tc4 Td7 27. Cc5 Tc7 28. Tc3 Tac8 29. b4 Cd7 30. Tcg3 Cxc5 31. bxc5 Txc5 32. Txg7+ Rf8 33. Ad3 Td8 34. Re2 Tc3 35. Tg8+ Re7 36. T1g3 e5 37. Th8 Td6 38. b6 Txb6 39. Txe8+ Rxe8 40. Ab5+ Txb5 41. Txc3 Rd7 42. Tf3 Re7 43. Tc3 a5 44. Tc7+ Rf6 45. Tc6+ Rg7 46. Ta6 Tb2+ 47. Rf3 Ta2 48. Rg3 h5 49. Ta8 Ta1 50. Rg2 a4 51. Ta5 f6 52. Rf3 a3 53. Ta6 Rf7 54. Re3 Re8 55. Re2 Re7 56. Rf3 Ta2 57. Re3 Ta1 58. Re2 Rf7 59. Rf3 Ta2 60. Re3 Re7 61. Rf3 Rd7 62. Txf6 Tb2 63. Ta6 Tb3+ 64. Rg2 Re7 65. f4 exf4 66. e5 Rb7 67. Ta4 Rc6 68. Ta6+ Rb5 69. Ta7 Rb6 70. Ta8 Rc5 71. Ta6 Rb5 72. Ta7 Rb6 73. Ta8 Rc6 74. Ta6+ Rd7 75. Rf2 Re7 76. Rg2 Te3 77. Rf2 Tg3 78. Rf1 Tc3 79. Rf2 Te3 80. Rg2 Rd7 81. Rf2 Rc7 82. e6 Rd8 83. Ta7 Re8 84. Rg2 Txe6 85. Txa3 Tg6+ 86. Rf2 Tg4 87. Ta5 Txh4 88. Rf3 Re7 89. Tf5 Re6 90. Txf4 Txf4+ ½–½

### Spareggi a cadenza rapida

#### Partita 15, 30 aprile: Ding–Nepomnjaščij ½–½
Partita di Donna (ECO D02)
1. d4 Cf6 2. Cf3 d5 3. c3 c5 4. dxc5 e6 5. Ae3 Ae7 6. g3 Cc6 7. Ag2 0-0 8. b4 Cg4 9. Ad4 Dc7 10. 0-0 e5 11. h3 exd4 12. hxg4 dxc3 13. Cxc3 Cxb4 14. a3 Af6 15. Tc1 Axc3 16. Txc3 Cc6 17. Dxd5 Axg4 18. Cg5 h6 19. Ce4 Taeg 20. e3 Te5 21. Dd2 Td8 22. Cd6 Th5 23. Tb1 Ce5 24. e4 b6 25. cxb6 axb6 26. Cb5 Txd2 27. Cxc7 Ah3 28. Axh3 Txh3 29. Rg2 Ths5 30. Tb5 Td1 31. Cd5 Tdh1 32. Ce7+ Rh7 33. Txe5 T1h2+ 34. Rg1 Th1+ 35. Rg2 ½–½

#### Partita 16, 30 aprile: Nepomnjaščij–Ding ½–½
|   | a | b | c | d | e | f | g | h |   |
| 8 | f8 torre del nero · g8 re del nero · f7 pedone del nero · g7 pedone del nero · h7 pedone del nero · c6 pedone del nero · a5 pedone del nero · c5 torre del bianco · a4 cavallo del bianco · b4 torre del nero · c4 pedone del bianco · f4 cavallo del nero · d3 pedone del nero · h3 pedone del bianco · b2 pedone del bianco · c2 pedone del bianco · f2 pedone del bianco · g2 pedone del bianco · a1 torre del bianco · g1 re del bianco | f8 torre del nero · g8 re del nero · f7 pedone del nero · g7 pedone del nero · h7 pedone del nero · c6 pedone del nero · a5 pedone del nero · c5 torre del bianco · a4 cavallo del bianco · b4 torre del nero · c4 pedone del bianco · f4 cavallo del nero · d3 pedone del nero · h3 pedone del bianco · b2 pedone del bianco · c2 pedone del bianco · f2 pedone del bianco · g2 pedone del bianco · a1 torre del bianco · g1 re del bianco | f8 torre del nero · g8 re del nero · f7 pedone del nero · g7 pedone del nero · h7 pedone del nero · c6 pedone del nero · a5 pedone del nero · c5 torre del bianco · a4 cavallo del bianco · b4 torre del nero · c4 pedone del bianco · f4 cavallo del nero · d3 pedone del nero · h3 pedone del bianco · b2 pedone del bianco · c2 pedone del bianco · f2 pedone del bianco · g2 pedone del bianco · a1 torre del bianco · g1 re del bianco | f8 torre del nero · g8 re del nero · f7 pedone del nero · g7 pedone del nero · h7 pedone del nero · c6 pedone del nero · a5 pedone del nero · c5 torre del bianco · a4 cavallo del bianco · b4 torre del nero · c4 pedone del bianco · f4 cavallo del nero · d3 pedone del nero · h3 pedone del bianco · b2 pedone del bianco · c2 pedone del bianco · f2 pedone del bianco · g2 pedone del bianco · a1 torre del bianco · g1 re del bianco | f8 torre del nero · g8 re del nero · f7 pedone del nero · g7 pedone del nero · h7 pedone del nero · c6 pedone del nero · a5 pedone del nero · c5 torre del bianco · a4 cavallo del bianco · b4 torre del nero · c4 pedone del bianco · f4 cavallo del nero · d3 pedone del nero · h3 pedone del bianco · b2 pedone del bianco · c2 pedone del bianco · f2 pedone del bianco · g2 pedone del bianco · a1 torre del bianco · g1 re del bianco | f8 torre del nero · g8 re del nero · f7 pedone del nero · g7 pedone del nero · h7 pedone del nero · c6 pedone del nero · a5 pedone del nero · c5 torre del bianco · a4 cavallo del bianco · b4 torre del nero · c4 pedone del bianco · f4 cavallo del nero · d3 pedone del nero · h3 pedone del bianco · b2 pedone del bianco · c2 pedone del bianco · f2 pedone del bianco · g2 pedone del bianco · a1 torre del bianco · g1 re del bianco | f8 torre del nero · g8 re del nero · f7 pedone del nero · g7 pedone del nero · h7 pedone del nero · c6 pedone del nero · a5 pedone del nero · c5 torre del bianco · a4 cavallo del bianco · b4 torre del nero · c4 pedone del bianco · f4 cavallo del nero · d3 pedone del nero · h3 pedone del bianco · b2 pedone del bianco · c2 pedone del bianco · f2 pedone del bianco · g2 pedone del bianco · a1 torre del bianco · g1 re del bianco | f8 torre del nero · g8 re del nero · f7 pedone del nero · g7 pedone del nero · h7 pedone del nero · c6 pedone del nero · a5 pedone del nero · c5 torre del bianco · a4 cavallo del bianco · b4 torre del nero · c4 pedone del bianco · f4 cavallo del nero · d3 pedone del nero · h3 pedone del bianco · b2 pedone del bianco · c2 pedone del bianco · f2 pedone del bianco · g2 pedone del bianco · a1 torre del bianco · g1 re del bianco | 8 |
| 7 | f8 torre del nero · g8 re del nero · f7 pedone del nero · g7 pedone del nero · h7 pedone del nero · c6 pedone del nero · a5 pedone del nero · c5 torre del bianco · a4 cavallo del bianco · b4 torre del nero · c4 pedone del bianco · f4 cavallo del nero · d3 pedone del nero · h3 pedone del bianco · b2 pedone del bianco · c2 pedone del bianco · f2 pedone del bianco · g2 pedone del bianco · a1 torre del bianco · g1 re del bianco | f8 torre del nero · g8 re del nero · f7 pedone del nero · g7 pedone del nero · h7 pedone del nero · c6 pedone del nero · a5 pedone del nero · c5 torre del bianco · a4 cavallo del bianco · b4 torre del nero · c4 pedone del bianco · f4 cavallo del nero · d3 pedone del nero · h3 pedone del bianco · b2 pedone del bianco · c2 pedone del bianco · f2 pedone del bianco · g2 pedone del bianco · a1 torre del bianco · g1 re del bianco | f8 torre del nero · g8 re del nero · f7 pedone del nero · g7 pedone del nero · h7 pedone del nero · c6 pedone del nero · a5 pedone del nero · c5 torre del bianco · a4 cavallo del bianco · b4 torre del nero · c4 pedone del bianco · f4 cavallo del nero · d3 pedone del nero · h3 pedone del bianco · b2 pedone del bianco · c2 pedone del bianco · f2 pedone del bianco · g2 pedone del bianco · a1 torre del bianco · g1 re del bianco | f8 torre del nero · g8 re del nero · f7 pedone del nero · g7 pedone del nero · h7 pedone del nero · c6 pedone del nero · a5 pedone del nero · c5 torre del bianco · a4 cavallo del bianco · b4 torre del nero · c4 pedone del bianco · f4 cavallo del nero · d3 pedone del nero · h3 pedone del bianco · b2 pedone del bianco · c2 pedone del bianco · f2 pedone del bianco · g2 pedone del bianco · a1 torre del bianco · g1 re del bianco | f8 torre del nero · g8 re del nero · f7 pedone del nero · g7 pedone del nero · h7 pedone del nero · c6 pedone del nero · a5 pedone del nero · c5 torre del bianco · a4 cavallo del bianco · b4 torre del nero · c4 pedone del bianco · f4 cavallo del nero · d3 pedone del nero · h3 pedone del bianco · b2 pedone del bianco · c2 pedone del bianco · f2 pedone del bianco · g2 pedone del bianco · a1 torre del bianco · g1 re del bianco | f8 torre del nero · g8 re del nero · f7 pedone del nero · g7 pedone del nero · h7 pedone del nero · c6 pedone del nero · a5 pedone del nero · c5 torre del bianco · a4 cavallo del bianco · b4 torre del nero · c4 pedone del bianco · f4 cavallo del nero · d3 pedone del nero · h3 pedone del bianco · b2 pedone del bianco · c2 pedone del bianco · f2 pedone del bianco · g2 pedone del bianco · a1 torre del bianco · g1 re del bianco | f8 torre del nero · g8 re del nero · f7 pedone del nero · g7 pedone del nero · h7 pedone del nero · c6 pedone del nero · a5 pedone del nero · c5 torre del bianco · a4 cavallo del bianco · b4 torre del nero · c4 pedone del bianco · f4 cavallo del nero · d3 pedone del nero · h3 pedone del bianco · b2 pedone del bianco · c2 pedone del bianco · f2 pedone del bianco · g2 pedone del bianco · a1 torre del bianco · g1 re del bianco | f8 torre del nero · g8 re del nero · f7 pedone del nero · g7 pedone del nero · h7 pedone del nero · c6 pedone del nero · a5 pedone del nero · c5 torre del bianco · a4 cavallo del bianco · b4 torre del nero · c4 pedone del bianco · f4 cavallo del nero · d3 pedone del nero · h3 pedone del bianco · b2 pedone del bianco · c2 pedone del bianco · f2 pedone del bianco · g2 pedone del bianco · a1 torre del bianco · g1 re del bianco | 7 |
| 6 | f8 torre del nero · g8 re del nero · f7 pedone del nero · g7 pedone del nero · h7 pedone del nero · c6 pedone del nero · a5 pedone del nero · c5 torre del bianco · a4 cavallo del bianco · b4 torre del nero · c4 pedone del bianco · f4 cavallo del nero · d3 pedone del nero · h3 pedone del bianco · b2 pedone del bianco · c2 pedone del bianco · f2 pedone del bianco · g2 pedone del bianco · a1 torre del bianco · g1 re del bianco | f8 torre del nero · g8 re del nero · f7 pedone del nero · g7 pedone del nero · h7 pedone del nero · c6 pedone del nero · a5 pedone del nero · c5 torre del bianco · a4 cavallo del bianco · b4 torre del nero · c4 pedone del bianco · f4 cavallo del nero · d3 pedone del nero · h3 pedone del bianco · b2 pedone del bianco · c2 pedone del bianco · f2 pedone del bianco · g2 pedone del bianco · a1 torre del bianco · g1 re del bianco | f8 torre del nero · g8 re del nero · f7 pedone del nero · g7 pedone del nero · h7 pedone del nero · c6 pedone del nero · a5 pedone del nero · c5 torre del bianco · a4 cavallo del bianco · b4 torre del nero · c4 pedone del bianco · f4 cavallo del nero · d3 pedone del nero · h3 pedone del bianco · b2 pedone del bianco · c2 pedone del bianco · f2 pedone del bianco · g2 pedone del bianco · a1 torre del bianco · g1 re del bianco | f8 torre del nero · g8 re del nero · f7 pedone del nero · g7 pedone del nero · h7 pedone del nero · c6 pedone del nero · a5 pedone del nero · c5 torre del bianco · a4 cavallo del bianco · b4 torre del nero · c4 pedone del bianco · f4 cavallo del nero · d3 pedone del nero · h3 pedone del bianco · b2 pedone del bianco · c2 pedone del bianco · f2 pedone del bianco · g2 pedone del bianco · a1 torre del bianco · g1 re del bianco | f8 torre del nero · g8 re del nero · f7 pedone del nero · g7 pedone del nero · h7 pedone del nero · c6 pedone del nero · a5 pedone del nero · c5 torre del bianco · a4 cavallo del bianco · b4 torre del nero · c4 pedone del bianco · f4 cavallo del nero · d3 pedone del nero · h3 pedone del bianco · b2 pedone del bianco · c2 pedone del bianco · f2 pedone del bianco · g2 pedone del bianco · a1 torre del bianco · g1 re del bianco | f8 torre del nero · g8 re del nero · f7 pedone del nero · g7 pedone del nero · h7 pedone del nero · c6 pedone del nero · a5 pedone del nero · c5 torre del bianco · a4 cavallo del bianco · b4 torre del nero · c4 pedone del bianco · f4 cavallo del nero · d3 pedone del nero · h3 pedone del bianco · b2 pedone del bianco · c2 pedone del bianco · f2 pedone del bianco · g2 pedone del bianco · a1 torre del bianco · g1 re del bianco | f8 torre del nero · g8 re del nero · f7 pedone del nero · g7 pedone del nero · h7 pedone del nero · c6 pedone del nero · a5 pedone del nero · c5 torre del bianco · a4 cavallo del bianco · b4 torre del nero · c4 pedone del bianco · f4 cavallo del nero · d3 pedone del nero · h3 pedone del bianco · b2 pedone del bianco · c2 pedone del bianco · f2 pedone del bianco · g2 pedone del bianco · a1 torre del bianco · g1 re del bianco | f8 torre del nero · g8 re del nero · f7 pedone del nero · g7 pedone del nero · h7 pedone del nero · c6 pedone del nero · a5 pedone del nero · c5 torre del bianco · a4 cavallo del bianco · b4 torre del nero · c4 pedone del bianco · f4 cavallo del nero · d3 pedone del nero · h3 pedone del bianco · b2 pedone del bianco · c2 pedone del bianco · f2 pedone del bianco · g2 pedone del bianco · a1 torre del bianco · g1 re del bianco | 6 |
| 5 | f8 torre del nero · g8 re del nero · f7 pedone del nero · g7 pedone del nero · h7 pedone del nero · c6 pedone del nero · a5 pedone del nero · c5 torre del bianco · a4 cavallo del bianco · b4 torre del nero · c4 pedone del bianco · f4 cavallo del nero · d3 pedone del nero · h3 pedone del bianco · b2 pedone del bianco · c2 pedone del bianco · f2 pedone del bianco · g2 pedone del bianco · a1 torre del bianco · g1 re del bianco | f8 torre del nero · g8 re del nero · f7 pedone del nero · g7 pedone del nero · h7 pedone del nero · c6 pedone del nero · a5 pedone del nero · c5 torre del bianco · a4 cavallo del bianco · b4 torre del nero · c4 pedone del bianco · f4 cavallo del nero · d3 pedone del nero · h3 pedone del bianco · b2 pedone del bianco · c2 pedone del bianco · f2 pedone del bianco · g2 pedone del bianco · a1 torre del bianco · g1 re del bianco | f8 torre del nero · g8 re del nero · f7 pedone del nero · g7 pedone del nero · h7 pedone del nero · c6 pedone del nero · a5 pedone del nero · c5 torre del bianco · a4 cavallo del bianco · b4 torre del nero · c4 pedone del bianco · f4 cavallo del nero · d3 pedone del nero · h3 pedone del bianco · b2 pedone del bianco · c2 pedone del bianco · f2 pedone del bianco · g2 pedone del bianco · a1 torre del bianco · g1 re del bianco | f8 torre del nero · g8 re del nero · f7 pedone del nero · g7 pedone del nero · h7 pedone del nero · c6 pedone del nero · a5 pedone del nero · c5 torre del bianco · a4 cavallo del bianco · b4 torre del nero · c4 pedone del bianco · f4 cavallo del nero · d3 pedone del nero · h3 pedone del bianco · b2 pedone del bianco · c2 pedone del bianco · f2 pedone del bianco · g2 pedone del bianco · a1 torre del bianco · g1 re del bianco | f8 torre del nero · g8 re del nero · f7 pedone del nero · g7 pedone del nero · h7 pedone del nero · c6 pedone del nero · a5 pedone del nero · c5 torre del bianco · a4 cavallo del bianco · b4 torre del nero · c4 pedone del bianco · f4 cavallo del nero · d3 pedone del nero · h3 pedone del bianco · b2 pedone del bianco · c2 pedone del bianco · f2 pedone del bianco · g2 pedone del bianco · a1 torre del bianco · g1 re del bianco | f8 torre del nero · g8 re del nero · f7 pedone del nero · g7 pedone del nero · h7 pedone del nero · c6 pedone del nero · a5 pedone del nero · c5 torre del bianco · a4 cavallo del bianco · b4 torre del nero · c4 pedone del bianco · f4 cavallo del nero · d3 pedone del nero · h3 pedone del bianco · b2 pedone del bianco · c2 pedone del bianco · f2 pedone del bianco · g2 pedone del bianco · a1 torre del bianco · g1 re del bianco | f8 torre del nero · g8 re del nero · f7 pedone del nero · g7 pedone del nero · h7 pedone del nero · c6 pedone del nero · a5 pedone del nero · c5 torre del bianco · a4 cavallo del bianco · b4 torre del nero · c4 pedone del bianco · f4 cavallo del nero · d3 pedone del nero · h3 pedone del bianco · b2 pedone del bianco · c2 pedone del bianco · f2 pedone del bianco · g2 pedone del bianco · a1 torre del bianco · g1 re del bianco | f8 torre del nero · g8 re del nero · f7 pedone del nero · g7 pedone del nero · h7 pedone del nero · c6 pedone del nero · a5 pedone del nero · c5 torre del bianco · a4 cavallo del bianco · b4 torre del nero · c4 pedone del bianco · f4 cavallo del nero · d3 pedone del nero · h3 pedone del bianco · b2 pedone del bianco · c2 pedone del bianco · f2 pedone del bianco · g2 pedone del bianco · a1 torre del bianco · g1 re del bianco | 5 |
| 4 | f8 torre del nero · g8 re del nero · f7 pedone del nero · g7 pedone del nero · h7 pedone del nero · c6 pedone del nero · a5 pedone del nero · c5 torre del bianco · a4 cavallo del bianco · b4 torre del nero · c4 pedone del bianco · f4 cavallo del nero · d3 pedone del nero · h3 pedone del bianco · b2 pedone del bianco · c2 pedone del bianco · f2 pedone del bianco · g2 pedone del bianco · a1 torre del bianco · g1 re del bianco | f8 torre del nero · g8 re del nero · f7 pedone del nero · g7 pedone del nero · h7 pedone del nero · c6 pedone del nero · a5 pedone del nero · c5 torre del bianco · a4 cavallo del bianco · b4 torre del nero · c4 pedone del bianco · f4 cavallo del nero · d3 pedone del nero · h3 pedone del bianco · b2 pedone del bianco · c2 pedone del bianco · f2 pedone del bianco · g2 pedone del bianco · a1 torre del bianco · g1 re del bianco | f8 torre del nero · g8 re del nero · f7 pedone del nero · g7 pedone del nero · h7 pedone del nero · c6 pedone del nero · a5 pedone del nero · c5 torre del bianco · a4 cavallo del bianco · b4 torre del nero · c4 pedone del bianco · f4 cavallo del nero · d3 pedone del nero · h3 pedone del bianco · b2 pedone del bianco · c2 pedone del bianco · f2 pedone del bianco · g2 pedone del bianco · a1 torre del bianco · g1 re del bianco | f8 torre del nero · g8 re del nero · f7 pedone del nero · g7 pedone del nero · h7 pedone del nero · c6 pedone del nero · a5 pedone del nero · c5 torre del bianco · a4 cavallo del bianco · b4 torre del nero · c4 pedone del bianco · f4 cavallo del nero · d3 pedone del nero · h3 pedone del bianco · b2 pedone del bianco · c2 pedone del bianco · f2 pedone del bianco · g2 pedone del bianco · a1 torre del bianco · g1 re del bianco | f8 torre del nero · g8 re del nero · f7 pedone del nero · g7 pedone del nero · h7 pedone del nero · c6 pedone del nero · a5 pedone del nero · c5 torre del bianco · a4 cavallo del bianco · b4 torre del nero · c4 pedone del bianco · f4 cavallo del nero · d3 pedone del nero · h3 pedone del bianco · b2 pedone del bianco · c2 pedone del bianco · f2 pedone del bianco · g2 pedone del bianco · a1 torre del bianco · g1 re del bianco | f8 torre del nero · g8 re del nero · f7 pedone del nero · g7 pedone del nero · h7 pedone del nero · c6 pedone del nero · a5 pedone del nero · c5 torre del bianco · a4 cavallo del bianco · b4 torre del nero · c4 pedone del bianco · f4 cavallo del nero · d3 pedone del nero · h3 pedone del bianco · b2 pedone del bianco · c2 pedone del bianco · f2 pedone del bianco · g2 pedone del bianco · a1 torre del bianco · g1 re del bianco | f8 torre del nero · g8 re del nero · f7 pedone del nero · g7 pedone del nero · h7 pedone del nero · c6 pedone del nero · a5 pedone del nero · c5 torre del bianco · a4 cavallo del bianco · b4 torre del nero · c4 pedone del bianco · f4 cavallo del nero · d3 pedone del nero · h3 pedone del bianco · b2 pedone del bianco · c2 pedone del bianco · f2 pedone del bianco · g2 pedone del bianco · a1 torre del bianco · g1 re del bianco | f8 torre del nero · g8 re del nero · f7 pedone del nero · g7 pedone del nero · h7 pedone del nero · c6 pedone del nero · a5 pedone del nero · c5 torre del bianco · a4 cavallo del bianco · b4 torre del nero · c4 pedone del bianco · f4 cavallo del nero · d3 pedone del nero · h3 pedone del bianco · b2 pedone del bianco · c2 pedone del bianco · f2 pedone del bianco · g2 pedone del bianco · a1 torre del bianco · g1 re del bianco | 4 |
| 3 | f8 torre del nero · g8 re del nero · f7 pedone del nero · g7 pedone del nero · h7 pedone del nero · c6 pedone del nero · a5 pedone del nero · c5 torre del bianco · a4 cavallo del bianco · b4 torre del nero · c4 pedone del bianco · f4 cavallo del nero · d3 pedone del nero · h3 pedone del bianco · b2 pedone del bianco · c2 pedone del bianco · f2 pedone del bianco · g2 pedone del bianco · a1 torre del bianco · g1 re del bianco | f8 torre del nero · g8 re del nero · f7 pedone del nero · g7 pedone del nero · h7 pedone del nero · c6 pedone del nero · a5 pedone del nero · c5 torre del bianco · a4 cavallo del bianco · b4 torre del nero · c4 pedone del bianco · f4 cavallo del nero · d3 pedone del nero · h3 pedone del bianco · b2 pedone del bianco · c2 pedone del bianco · f2 pedone del bianco · g2 pedone del bianco · a1 torre del bianco · g1 re del bianco | f8 torre del nero · g8 re del nero · f7 pedone del nero · g7 pedone del nero · h7 pedone del nero · c6 pedone del nero · a5 pedone del nero · c5 torre del bianco · a4 cavallo del bianco · b4 torre del nero · c4 pedone del bianco · f4 cavallo del nero · d3 pedone del nero · h3 pedone del bianco · b2 pedone del bianco · c2 pedone del bianco · f2 pedone del bianco · g2 pedone del bianco · a1 torre del bianco · g1 re del bianco | f8 torre del nero · g8 re del nero · f7 pedone del nero · g7 pedone del nero · h7 pedone del nero · c6 pedone del nero · a5 pedone del nero · c5 torre del bianco · a4 cavallo del bianco · b4 torre del nero · c4 pedone del bianco · f4 cavallo del nero · d3 pedone del nero · h3 pedone del bianco · b2 pedone del bianco · c2 pedone del bianco · f2 pedone del bianco · g2 pedone del bianco · a1 torre del bianco · g1 re del bianco | f8 torre del nero · g8 re del nero · f7 pedone del nero · g7 pedone del nero · h7 pedone del nero · c6 pedone del nero · a5 pedone del nero · c5 torre del bianco · a4 cavallo del bianco · b4 torre del nero · c4 pedone del bianco · f4 cavallo del nero · d3 pedone del nero · h3 pedone del bianco · b2 pedone del bianco · c2 pedone del bianco · f2 pedone del bianco · g2 pedone del bianco · a1 torre del bianco · g1 re del bianco | f8 torre del nero · g8 re del nero · f7 pedone del nero · g7 pedone del nero · h7 pedone del nero · c6 pedone del nero · a5 pedone del nero · c5 torre del bianco · a4 cavallo del bianco · b4 torre del nero · c4 pedone del bianco · f4 cavallo del nero · d3 pedone del nero · h3 pedone del bianco · b2 pedone del bianco · c2 pedone del bianco · f2 pedone del bianco · g2 pedone del bianco · a1 torre del bianco · g1 re del bianco | f8 torre del nero · g8 re del nero · f7 pedone del nero · g7 pedone del nero · h7 pedone del nero · c6 pedone del nero · a5 pedone del nero · c5 torre del bianco · a4 cavallo del bianco · b4 torre del nero · c4 pedone del bianco · f4 cavallo del nero · d3 pedone del nero · h3 pedone del bianco · b2 pedone del bianco · c2 pedone del bianco · f2 pedone del bianco · g2 pedone del bianco · a1 torre del bianco · g1 re del bianco | f8 torre del nero · g8 re del nero · f7 pedone del nero · g7 pedone del nero · h7 pedone del nero · c6 pedone del nero · a5 pedone del nero · c5 torre del bianco · a4 cavallo del bianco · b4 torre del nero · c4 pedone del bianco · f4 cavallo del nero · d3 pedone del nero · h3 pedone del bianco · b2 pedone del bianco · c2 pedone del bianco · f2 pedone del bianco · g2 pedone del bianco · a1 torre del bianco · g1 re del bianco | 3 |
| 2 | f8 torre del nero · g8 re del nero · f7 pedone del nero · g7 pedone del nero · h7 pedone del nero · c6 pedone del nero · a5 pedone del nero · c5 torre del bianco · a4 cavallo del bianco · b4 torre del nero · c4 pedone del bianco · f4 cavallo del nero · d3 pedone del nero · h3 pedone del bianco · b2 pedone del bianco · c2 pedone del bianco · f2 pedone del bianco · g2 pedone del bianco · a1 torre del bianco · g1 re del bianco | f8 torre del nero · g8 re del nero · f7 pedone del nero · g7 pedone del nero · h7 pedone del nero · c6 pedone del nero · a5 pedone del nero · c5 torre del bianco · a4 cavallo del bianco · b4 torre del nero · c4 pedone del bianco · f4 cavallo del nero · d3 pedone del nero · h3 pedone del bianco · b2 pedone del bianco · c2 pedone del bianco · f2 pedone del bianco · g2 pedone del bianco · a1 torre del bianco · g1 re del bianco | f8 torre del nero · g8 re del nero · f7 pedone del nero · g7 pedone del nero · h7 pedone del nero · c6 pedone del nero · a5 pedone del nero · c5 torre del bianco · a4 cavallo del bianco · b4 torre del nero · c4 pedone del bianco · f4 cavallo del nero · d3 pedone del nero · h3 pedone del bianco · b2 pedone del bianco · c2 pedone del bianco · f2 pedone del bianco · g2 pedone del bianco · a1 torre del bianco · g1 re del bianco | f8 torre del nero · g8 re del nero · f7 pedone del nero · g7 pedone del nero · h7 pedone del nero · c6 pedone del nero · a5 pedone del nero · c5 torre del bianco · a4 cavallo del bianco · b4 torre del nero · c4 pedone del bianco · f4 cavallo del nero · d3 pedone del nero · h3 pedone del bianco · b2 pedone del bianco · c2 pedone del bianco · f2 pedone del bianco · g2 pedone del bianco · a1 torre del bianco · g1 re del bianco | f8 torre del nero · g8 re del nero · f7 pedone del nero · g7 pedone del nero · h7 pedone del nero · c6 pedone del nero · a5 pedone del nero · c5 torre del bianco · a4 cavallo del bianco · b4 torre del nero · c4 pedone del bianco · f4 cavallo del nero · d3 pedone del nero · h3 pedone del bianco · b2 pedone del bianco · c2 pedone del bianco · f2 pedone del bianco · g2 pedone del bianco · a1 torre del bianco · g1 re del bianco | f8 torre del nero · g8 re del nero · f7 pedone del nero · g7 pedone del nero · h7 pedone del nero · c6 pedone del nero · a5 pedone del nero · c5 torre del bianco · a4 cavallo del bianco · b4 torre del nero · c4 pedone del bianco · f4 cavallo del nero · d3 pedone del nero · h3 pedone del bianco · b2 pedone del bianco · c2 pedone del bianco · f2 pedone del bianco · g2 pedone del bianco · a1 torre del bianco · g1 re del bianco | f8 torre del nero · g8 re del nero · f7 pedone del nero · g7 pedone del nero · h7 pedone del nero · c6 pedone del nero · a5 pedone del nero · c5 torre del bianco · a4 cavallo del bianco · b4 torre del nero · c4 pedone del bianco · f4 cavallo del nero · d3 pedone del nero · h3 pedone del bianco · b2 pedone del bianco · c2 pedone del bianco · f2 pedone del bianco · g2 pedone del bianco · a1 torre del bianco · g1 re del bianco | f8 torre del nero · g8 re del nero · f7 pedone del nero · g7 pedone del nero · h7 pedone del nero · c6 pedone del nero · a5 pedone del nero · c5 torre del bianco · a4 cavallo del bianco · b4 torre del nero · c4 pedone del bianco · f4 cavallo del nero · d3 pedone del nero · h3 pedone del bianco · b2 pedone del bianco · c2 pedone del bianco · f2 pedone del bianco · g2 pedone del bianco · a1 torre del bianco · g1 re del bianco | 2 |
| 1 | f8 torre del nero · g8 re del nero · f7 pedone del nero · g7 pedone del nero · h7 pedone del nero · c6 pedone del nero · a5 pedone del nero · c5 torre del bianco · a4 cavallo del bianco · b4 torre del nero · c4 pedone del bianco · f4 cavallo del nero · d3 pedone del nero · h3 pedone del bianco · b2 pedone del bianco · c2 pedone del bianco · f2 pedone del bianco · g2 pedone del bianco · a1 torre del bianco · g1 re del bianco | f8 torre del nero · g8 re del nero · f7 pedone del nero · g7 pedone del nero · h7 pedone del nero · c6 pedone del nero · a5 pedone del nero · c5 torre del bianco · a4 cavallo del bianco · b4 torre del nero · c4 pedone del bianco · f4 cavallo del nero · d3 pedone del nero · h3 pedone del bianco · b2 pedone del bianco · c2 pedone del bianco · f2 pedone del bianco · g2 pedone del bianco · a1 torre del bianco · g1 re del bianco | f8 torre del nero · g8 re del nero · f7 pedone del nero · g7 pedone del nero · h7 pedone del nero · c6 pedone del nero · a5 pedone del nero · c5 torre del bianco · a4 cavallo del bianco · b4 torre del nero · c4 pedone del bianco · f4 cavallo del nero · d3 pedone del nero · h3 pedone del bianco · b2 pedone del bianco · c2 pedone del bianco · f2 pedone del bianco · g2 pedone del bianco · a1 torre del bianco · g1 re del bianco | f8 torre del nero · g8 re del nero · f7 pedone del nero · g7 pedone del nero · h7 pedone del nero · c6 pedone del nero · a5 pedone del nero · c5 torre del bianco · a4 cavallo del bianco · b4 torre del nero · c4 pedone del bianco · f4 cavallo del nero · d3 pedone del nero · h3 pedone del bianco · b2 pedone del bianco · c2 pedone del bianco · f2 pedone del bianco · g2 pedone del bianco · a1 torre del bianco · g1 re del bianco | f8 torre del nero · g8 re del nero · f7 pedone del nero · g7 pedone del nero · h7 pedone del nero · c6 pedone del nero · a5 pedone del nero · c5 torre del bianco · a4 cavallo del bianco · b4 torre del nero · c4 pedone del bianco · f4 cavallo del nero · d3 pedone del nero · h3 pedone del bianco · b2 pedone del bianco · c2 pedone del bianco · f2 pedone del bianco · g2 pedone del bianco · a1 torre del bianco · g1 re del bianco | f8 torre del nero · g8 re del nero · f7 pedone del nero · g7 pedone del nero · h7 pedone del nero · c6 pedone del nero · a5 pedone del nero · c5 torre del bianco · a4 cavallo del bianco · b4 torre del nero · c4 pedone del bianco · f4 cavallo del nero · d3 pedone del nero · h3 pedone del bianco · b2 pedone del bianco · c2 pedone del bianco · f2 pedone del bianco · g2 pedone del bianco · a1 torre del bianco · g1 re del bianco | f8 torre del nero · g8 re del nero · f7 pedone del nero · g7 pedone del nero · h7 pedone del nero · c6 pedone del nero · a5 pedone del nero · c5 torre del bianco · a4 cavallo del bianco · b4 torre del nero · c4 pedone del bianco · f4 cavallo del nero · d3 pedone del nero · h3 pedone del bianco · b2 pedone del bianco · c2 pedone del bianco · f2 pedone del bianco · g2 pedone del bianco · a1 torre del bianco · g1 re del bianco | f8 torre del nero · g8 re del nero · f7 pedone del nero · g7 pedone del nero · h7 pedone del nero · c6 pedone del nero · a5 pedone del nero · c5 torre del bianco · a4 cavallo del bianco · b4 torre del nero · c4 pedone del bianco · f4 cavallo del nero · d3 pedone del nero · h3 pedone del bianco · b2 pedone del bianco · c2 pedone del bianco · f2 pedone del bianco · g2 pedone del bianco · a1 torre del bianco · g1 re del bianco | 1 |
|   | a | b | c | d | e | f | g | h |   |

Partita spagnola, variante chiusa (ECO C84)
1. e4 e5 2. Cf3 Cc6 3. Ab5 a6 4. Aa4 Cf6 5. 0-0 Ae7 6. d3 b5 7. Ab3 d6 8. a4 Ad7 9. h3 0-0 10. Ae3 Ca5 11. Aa2 bxa4 12. Ad2 Cc6 13. Cc3 Tb8 14. Cxa4 Cd4 15. Ac4 c6 16. Cxd4 exd4 17. Af4 Ae6 18. Te1 a5 19. Df3 Tb7 20. e5 Cd5 21. exd6 Axd6 22. Axd6 Dxd6 23. De4 Cf4 24. De5 Dxe5 25. Txe5 Axc4 26. dxc4 Tb4 27. Tc5 d3 (diagramma) 28. cxd3 Cxd3 29. Txc6 Ces 30. Tc7 Cxc4 31. Cc5 Cxb2 32. Cd7 Te8 33. Txa5 Cd3 34. Tg5 Tf4 35. f3 h6 36. Td5 Cb4 37. Td6 Tf5 38. Tb7 Td5 39. Tdb6 Td8 40. Cf6+ gxf6 41. Txb4 Td4 42. Txd4 Txd4 43. Rh2 Rg7 44. Tb2 Td5 45. Ta2 Td4 46. Tb2 Td5 47. Ta2 Td4 ½–½

#### Partita 17, 30 aprile: Ding–Nepomnjaščij ½–½
Partita inglese (ECO A14)
1. Cf3 d5 2. g3 Cf6 3. Ag2 e6 4. 0-0 Ae7 5. c4 0-0 6. b3 c5 7. cxd5 Cxd5 8. Ab2 Cc6 9. d4 cxd4 10. Cxd4 Cxd4 11. Dxd4 12. Dd2 Cf4 13. gxf4 14. Cxd2 Axb2 15. Tad1 Af6 16. Cc4 Tb8 17. Ce5 Td8 18. Txd8+ Axd8 19. Td1 Ae7 20. Cd7 21. Txd7 Rf8 22. Axb7 Td8 23. Tc7 a5 24. Tc4 Ab4 25. Tc2 Td2 26. Txd2 Axd2 27. e3 Ab4 28. Rf1 Re7 29. Re2 Rd6 30. Rd3 Ae1 31. Re2 Ab4 32. Rd3 Ae1 33. Re2 ½–½

#### Partita 18, 30 aprile: Nepomnjaščij–Ding 0–1
|   | a | b | c | d | e | f | g | h |   |
| 8 | g7 pedone del nero · h7 re del nero · g6 torre del nero · h6 pedone del nero · a5 pedone del nero · c5 pedone del nero · b4 alfiere del nero · e4 donna del bianco · e3 alfiere del bianco · g3 pedone del bianco · h3 pedone del bianco · e2 donna del nero · f2 pedone del bianco · c1 torre del bianco · g1 re del bianco | g7 pedone del nero · h7 re del nero · g6 torre del nero · h6 pedone del nero · a5 pedone del nero · c5 pedone del nero · b4 alfiere del nero · e4 donna del bianco · e3 alfiere del bianco · g3 pedone del bianco · h3 pedone del bianco · e2 donna del nero · f2 pedone del bianco · c1 torre del bianco · g1 re del bianco | g7 pedone del nero · h7 re del nero · g6 torre del nero · h6 pedone del nero · a5 pedone del nero · c5 pedone del nero · b4 alfiere del nero · e4 donna del bianco · e3 alfiere del bianco · g3 pedone del bianco · h3 pedone del bianco · e2 donna del nero · f2 pedone del bianco · c1 torre del bianco · g1 re del bianco | g7 pedone del nero · h7 re del nero · g6 torre del nero · h6 pedone del nero · a5 pedone del nero · c5 pedone del nero · b4 alfiere del nero · e4 donna del bianco · e3 alfiere del bianco · g3 pedone del bianco · h3 pedone del bianco · e2 donna del nero · f2 pedone del bianco · c1 torre del bianco · g1 re del bianco | g7 pedone del nero · h7 re del nero · g6 torre del nero · h6 pedone del nero · a5 pedone del nero · c5 pedone del nero · b4 alfiere del nero · e4 donna del bianco · e3 alfiere del bianco · g3 pedone del bianco · h3 pedone del bianco · e2 donna del nero · f2 pedone del bianco · c1 torre del bianco · g1 re del bianco | g7 pedone del nero · h7 re del nero · g6 torre del nero · h6 pedone del nero · a5 pedone del nero · c5 pedone del nero · b4 alfiere del nero · e4 donna del bianco · e3 alfiere del bianco · g3 pedone del bianco · h3 pedone del bianco · e2 donna del nero · f2 pedone del bianco · c1 torre del bianco · g1 re del bianco | g7 pedone del nero · h7 re del nero · g6 torre del nero · h6 pedone del nero · a5 pedone del nero · c5 pedone del nero · b4 alfiere del nero · e4 donna del bianco · e3 alfiere del bianco · g3 pedone del bianco · h3 pedone del bianco · e2 donna del nero · f2 pedone del bianco · c1 torre del bianco · g1 re del bianco | g7 pedone del nero · h7 re del nero · g6 torre del nero · h6 pedone del nero · a5 pedone del nero · c5 pedone del nero · b4 alfiere del nero · e4 donna del bianco · e3 alfiere del bianco · g3 pedone del bianco · h3 pedone del bianco · e2 donna del nero · f2 pedone del bianco · c1 torre del bianco · g1 re del bianco | 8 |
| 7 | g7 pedone del nero · h7 re del nero · g6 torre del nero · h6 pedone del nero · a5 pedone del nero · c5 pedone del nero · b4 alfiere del nero · e4 donna del bianco · e3 alfiere del bianco · g3 pedone del bianco · h3 pedone del bianco · e2 donna del nero · f2 pedone del bianco · c1 torre del bianco · g1 re del bianco | g7 pedone del nero · h7 re del nero · g6 torre del nero · h6 pedone del nero · a5 pedone del nero · c5 pedone del nero · b4 alfiere del nero · e4 donna del bianco · e3 alfiere del bianco · g3 pedone del bianco · h3 pedone del bianco · e2 donna del nero · f2 pedone del bianco · c1 torre del bianco · g1 re del bianco | g7 pedone del nero · h7 re del nero · g6 torre del nero · h6 pedone del nero · a5 pedone del nero · c5 pedone del nero · b4 alfiere del nero · e4 donna del bianco · e3 alfiere del bianco · g3 pedone del bianco · h3 pedone del bianco · e2 donna del nero · f2 pedone del bianco · c1 torre del bianco · g1 re del bianco | g7 pedone del nero · h7 re del nero · g6 torre del nero · h6 pedone del nero · a5 pedone del nero · c5 pedone del nero · b4 alfiere del nero · e4 donna del bianco · e3 alfiere del bianco · g3 pedone del bianco · h3 pedone del bianco · e2 donna del nero · f2 pedone del bianco · c1 torre del bianco · g1 re del bianco | g7 pedone del nero · h7 re del nero · g6 torre del nero · h6 pedone del nero · a5 pedone del nero · c5 pedone del nero · b4 alfiere del nero · e4 donna del bianco · e3 alfiere del bianco · g3 pedone del bianco · h3 pedone del bianco · e2 donna del nero · f2 pedone del bianco · c1 torre del bianco · g1 re del bianco | g7 pedone del nero · h7 re del nero · g6 torre del nero · h6 pedone del nero · a5 pedone del nero · c5 pedone del nero · b4 alfiere del nero · e4 donna del bianco · e3 alfiere del bianco · g3 pedone del bianco · h3 pedone del bianco · e2 donna del nero · f2 pedone del bianco · c1 torre del bianco · g1 re del bianco | g7 pedone del nero · h7 re del nero · g6 torre del nero · h6 pedone del nero · a5 pedone del nero · c5 pedone del nero · b4 alfiere del nero · e4 donna del bianco · e3 alfiere del bianco · g3 pedone del bianco · h3 pedone del bianco · e2 donna del nero · f2 pedone del bianco · c1 torre del bianco · g1 re del bianco | g7 pedone del nero · h7 re del nero · g6 torre del nero · h6 pedone del nero · a5 pedone del nero · c5 pedone del nero · b4 alfiere del nero · e4 donna del bianco · e3 alfiere del bianco · g3 pedone del bianco · h3 pedone del bianco · e2 donna del nero · f2 pedone del bianco · c1 torre del bianco · g1 re del bianco | 7 |
| 6 | g7 pedone del nero · h7 re del nero · g6 torre del nero · h6 pedone del nero · a5 pedone del nero · c5 pedone del nero · b4 alfiere del nero · e4 donna del bianco · e3 alfiere del bianco · g3 pedone del bianco · h3 pedone del bianco · e2 donna del nero · f2 pedone del bianco · c1 torre del bianco · g1 re del bianco | g7 pedone del nero · h7 re del nero · g6 torre del nero · h6 pedone del nero · a5 pedone del nero · c5 pedone del nero · b4 alfiere del nero · e4 donna del bianco · e3 alfiere del bianco · g3 pedone del bianco · h3 pedone del bianco · e2 donna del nero · f2 pedone del bianco · c1 torre del bianco · g1 re del bianco | g7 pedone del nero · h7 re del nero · g6 torre del nero · h6 pedone del nero · a5 pedone del nero · c5 pedone del nero · b4 alfiere del nero · e4 donna del bianco · e3 alfiere del bianco · g3 pedone del bianco · h3 pedone del bianco · e2 donna del nero · f2 pedone del bianco · c1 torre del bianco · g1 re del bianco | g7 pedone del nero · h7 re del nero · g6 torre del nero · h6 pedone del nero · a5 pedone del nero · c5 pedone del nero · b4 alfiere del nero · e4 donna del bianco · e3 alfiere del bianco · g3 pedone del bianco · h3 pedone del bianco · e2 donna del nero · f2 pedone del bianco · c1 torre del bianco · g1 re del bianco | g7 pedone del nero · h7 re del nero · g6 torre del nero · h6 pedone del nero · a5 pedone del nero · c5 pedone del nero · b4 alfiere del nero · e4 donna del bianco · e3 alfiere del bianco · g3 pedone del bianco · h3 pedone del bianco · e2 donna del nero · f2 pedone del bianco · c1 torre del bianco · g1 re del bianco | g7 pedone del nero · h7 re del nero · g6 torre del nero · h6 pedone del nero · a5 pedone del nero · c5 pedone del nero · b4 alfiere del nero · e4 donna del bianco · e3 alfiere del bianco · g3 pedone del bianco · h3 pedone del bianco · e2 donna del nero · f2 pedone del bianco · c1 torre del bianco · g1 re del bianco | g7 pedone del nero · h7 re del nero · g6 torre del nero · h6 pedone del nero · a5 pedone del nero · c5 pedone del nero · b4 alfiere del nero · e4 donna del bianco · e3 alfiere del bianco · g3 pedone del bianco · h3 pedone del bianco · e2 donna del nero · f2 pedone del bianco · c1 torre del bianco · g1 re del bianco | g7 pedone del nero · h7 re del nero · g6 torre del nero · h6 pedone del nero · a5 pedone del nero · c5 pedone del nero · b4 alfiere del nero · e4 donna del bianco · e3 alfiere del bianco · g3 pedone del bianco · h3 pedone del bianco · e2 donna del nero · f2 pedone del bianco · c1 torre del bianco · g1 re del bianco | 6 |
| 5 | g7 pedone del nero · h7 re del nero · g6 torre del nero · h6 pedone del nero · a5 pedone del nero · c5 pedone del nero · b4 alfiere del nero · e4 donna del bianco · e3 alfiere del bianco · g3 pedone del bianco · h3 pedone del bianco · e2 donna del nero · f2 pedone del bianco · c1 torre del bianco · g1 re del bianco | g7 pedone del nero · h7 re del nero · g6 torre del nero · h6 pedone del nero · a5 pedone del nero · c5 pedone del nero · b4 alfiere del nero · e4 donna del bianco · e3 alfiere del bianco · g3 pedone del bianco · h3 pedone del bianco · e2 donna del nero · f2 pedone del bianco · c1 torre del bianco · g1 re del bianco | g7 pedone del nero · h7 re del nero · g6 torre del nero · h6 pedone del nero · a5 pedone del nero · c5 pedone del nero · b4 alfiere del nero · e4 donna del bianco · e3 alfiere del bianco · g3 pedone del bianco · h3 pedone del bianco · e2 donna del nero · f2 pedone del bianco · c1 torre del bianco · g1 re del bianco | g7 pedone del nero · h7 re del nero · g6 torre del nero · h6 pedone del nero · a5 pedone del nero · c5 pedone del nero · b4 alfiere del nero · e4 donna del bianco · e3 alfiere del bianco · g3 pedone del bianco · h3 pedone del bianco · e2 donna del nero · f2 pedone del bianco · c1 torre del bianco · g1 re del bianco | g7 pedone del nero · h7 re del nero · g6 torre del nero · h6 pedone del nero · a5 pedone del nero · c5 pedone del nero · b4 alfiere del nero · e4 donna del bianco · e3 alfiere del bianco · g3 pedone del bianco · h3 pedone del bianco · e2 donna del nero · f2 pedone del bianco · c1 torre del bianco · g1 re del bianco | g7 pedone del nero · h7 re del nero · g6 torre del nero · h6 pedone del nero · a5 pedone del nero · c5 pedone del nero · b4 alfiere del nero · e4 donna del bianco · e3 alfiere del bianco · g3 pedone del bianco · h3 pedone del bianco · e2 donna del nero · f2 pedone del bianco · c1 torre del bianco · g1 re del bianco | g7 pedone del nero · h7 re del nero · g6 torre del nero · h6 pedone del nero · a5 pedone del nero · c5 pedone del nero · b4 alfiere del nero · e4 donna del bianco · e3 alfiere del bianco · g3 pedone del bianco · h3 pedone del bianco · e2 donna del nero · f2 pedone del bianco · c1 torre del bianco · g1 re del bianco | g7 pedone del nero · h7 re del nero · g6 torre del nero · h6 pedone del nero · a5 pedone del nero · c5 pedone del nero · b4 alfiere del nero · e4 donna del bianco · e3 alfiere del bianco · g3 pedone del bianco · h3 pedone del bianco · e2 donna del nero · f2 pedone del bianco · c1 torre del bianco · g1 re del bianco | 5 |
| 4 | g7 pedone del nero · h7 re del nero · g6 torre del nero · h6 pedone del nero · a5 pedone del nero · c5 pedone del nero · b4 alfiere del nero · e4 donna del bianco · e3 alfiere del bianco · g3 pedone del bianco · h3 pedone del bianco · e2 donna del nero · f2 pedone del bianco · c1 torre del bianco · g1 re del bianco | g7 pedone del nero · h7 re del nero · g6 torre del nero · h6 pedone del nero · a5 pedone del nero · c5 pedone del nero · b4 alfiere del nero · e4 donna del bianco · e3 alfiere del bianco · g3 pedone del bianco · h3 pedone del bianco · e2 donna del nero · f2 pedone del bianco · c1 torre del bianco · g1 re del bianco | g7 pedone del nero · h7 re del nero · g6 torre del nero · h6 pedone del nero · a5 pedone del nero · c5 pedone del nero · b4 alfiere del nero · e4 donna del bianco · e3 alfiere del bianco · g3 pedone del bianco · h3 pedone del bianco · e2 donna del nero · f2 pedone del bianco · c1 torre del bianco · g1 re del bianco | g7 pedone del nero · h7 re del nero · g6 torre del nero · h6 pedone del nero · a5 pedone del nero · c5 pedone del nero · b4 alfiere del nero · e4 donna del bianco · e3 alfiere del bianco · g3 pedone del bianco · h3 pedone del bianco · e2 donna del nero · f2 pedone del bianco · c1 torre del bianco · g1 re del bianco | g7 pedone del nero · h7 re del nero · g6 torre del nero · h6 pedone del nero · a5 pedone del nero · c5 pedone del nero · b4 alfiere del nero · e4 donna del bianco · e3 alfiere del bianco · g3 pedone del bianco · h3 pedone del bianco · e2 donna del nero · f2 pedone del bianco · c1 torre del bianco · g1 re del bianco | g7 pedone del nero · h7 re del nero · g6 torre del nero · h6 pedone del nero · a5 pedone del nero · c5 pedone del nero · b4 alfiere del nero · e4 donna del bianco · e3 alfiere del bianco · g3 pedone del bianco · h3 pedone del bianco · e2 donna del nero · f2 pedone del bianco · c1 torre del bianco · g1 re del bianco | g7 pedone del nero · h7 re del nero · g6 torre del nero · h6 pedone del nero · a5 pedone del nero · c5 pedone del nero · b4 alfiere del nero · e4 donna del bianco · e3 alfiere del bianco · g3 pedone del bianco · h3 pedone del bianco · e2 donna del nero · f2 pedone del bianco · c1 torre del bianco · g1 re del bianco | g7 pedone del nero · h7 re del nero · g6 torre del nero · h6 pedone del nero · a5 pedone del nero · c5 pedone del nero · b4 alfiere del nero · e4 donna del bianco · e3 alfiere del bianco · g3 pedone del bianco · h3 pedone del bianco · e2 donna del nero · f2 pedone del bianco · c1 torre del bianco · g1 re del bianco | 4 |
| 3 | g7 pedone del nero · h7 re del nero · g6 torre del nero · h6 pedone del nero · a5 pedone del nero · c5 pedone del nero · b4 alfiere del nero · e4 donna del bianco · e3 alfiere del bianco · g3 pedone del bianco · h3 pedone del bianco · e2 donna del nero · f2 pedone del bianco · c1 torre del bianco · g1 re del bianco | g7 pedone del nero · h7 re del nero · g6 torre del nero · h6 pedone del nero · a5 pedone del nero · c5 pedone del nero · b4 alfiere del nero · e4 donna del bianco · e3 alfiere del bianco · g3 pedone del bianco · h3 pedone del bianco · e2 donna del nero · f2 pedone del bianco · c1 torre del bianco · g1 re del bianco | g7 pedone del nero · h7 re del nero · g6 torre del nero · h6 pedone del nero · a5 pedone del nero · c5 pedone del nero · b4 alfiere del nero · e4 donna del bianco · e3 alfiere del bianco · g3 pedone del bianco · h3 pedone del bianco · e2 donna del nero · f2 pedone del bianco · c1 torre del bianco · g1 re del bianco | g7 pedone del nero · h7 re del nero · g6 torre del nero · h6 pedone del nero · a5 pedone del nero · c5 pedone del nero · b4 alfiere del nero · e4 donna del bianco · e3 alfiere del bianco · g3 pedone del bianco · h3 pedone del bianco · e2 donna del nero · f2 pedone del bianco · c1 torre del bianco · g1 re del bianco | g7 pedone del nero · h7 re del nero · g6 torre del nero · h6 pedone del nero · a5 pedone del nero · c5 pedone del nero · b4 alfiere del nero · e4 donna del bianco · e3 alfiere del bianco · g3 pedone del bianco · h3 pedone del bianco · e2 donna del nero · f2 pedone del bianco · c1 torre del bianco · g1 re del bianco | g7 pedone del nero · h7 re del nero · g6 torre del nero · h6 pedone del nero · a5 pedone del nero · c5 pedone del nero · b4 alfiere del nero · e4 donna del bianco · e3 alfiere del bianco · g3 pedone del bianco · h3 pedone del bianco · e2 donna del nero · f2 pedone del bianco · c1 torre del bianco · g1 re del bianco | g7 pedone del nero · h7 re del nero · g6 torre del nero · h6 pedone del nero · a5 pedone del nero · c5 pedone del nero · b4 alfiere del nero · e4 donna del bianco · e3 alfiere del bianco · g3 pedone del bianco · h3 pedone del bianco · e2 donna del nero · f2 pedone del bianco · c1 torre del bianco · g1 re del bianco | g7 pedone del nero · h7 re del nero · g6 torre del nero · h6 pedone del nero · a5 pedone del nero · c5 pedone del nero · b4 alfiere del nero · e4 donna del bianco · e3 alfiere del bianco · g3 pedone del bianco · h3 pedone del bianco · e2 donna del nero · f2 pedone del bianco · c1 torre del bianco · g1 re del bianco | 3 |
| 2 | g7 pedone del nero · h7 re del nero · g6 torre del nero · h6 pedone del nero · a5 pedone del nero · c5 pedone del nero · b4 alfiere del nero · e4 donna del bianco · e3 alfiere del bianco · g3 pedone del bianco · h3 pedone del bianco · e2 donna del nero · f2 pedone del bianco · c1 torre del bianco · g1 re del bianco | g7 pedone del nero · h7 re del nero · g6 torre del nero · h6 pedone del nero · a5 pedone del nero · c5 pedone del nero · b4 alfiere del nero · e4 donna del bianco · e3 alfiere del bianco · g3 pedone del bianco · h3 pedone del bianco · e2 donna del nero · f2 pedone del bianco · c1 torre del bianco · g1 re del bianco | g7 pedone del nero · h7 re del nero · g6 torre del nero · h6 pedone del nero · a5 pedone del nero · c5 pedone del nero · b4 alfiere del nero · e4 donna del bianco · e3 alfiere del bianco · g3 pedone del bianco · h3 pedone del bianco · e2 donna del nero · f2 pedone del bianco · c1 torre del bianco · g1 re del bianco | g7 pedone del nero · h7 re del nero · g6 torre del nero · h6 pedone del nero · a5 pedone del nero · c5 pedone del nero · b4 alfiere del nero · e4 donna del bianco · e3 alfiere del bianco · g3 pedone del bianco · h3 pedone del bianco · e2 donna del nero · f2 pedone del bianco · c1 torre del bianco · g1 re del bianco | g7 pedone del nero · h7 re del nero · g6 torre del nero · h6 pedone del nero · a5 pedone del nero · c5 pedone del nero · b4 alfiere del nero · e4 donna del bianco · e3 alfiere del bianco · g3 pedone del bianco · h3 pedone del bianco · e2 donna del nero · f2 pedone del bianco · c1 torre del bianco · g1 re del bianco | g7 pedone del nero · h7 re del nero · g6 torre del nero · h6 pedone del nero · a5 pedone del nero · c5 pedone del nero · b4 alfiere del nero · e4 donna del bianco · e3 alfiere del bianco · g3 pedone del bianco · h3 pedone del bianco · e2 donna del nero · f2 pedone del bianco · c1 torre del bianco · g1 re del bianco | g7 pedone del nero · h7 re del nero · g6 torre del nero · h6 pedone del nero · a5 pedone del nero · c5 pedone del nero · b4 alfiere del nero · e4 donna del bianco · e3 alfiere del bianco · g3 pedone del bianco · h3 pedone del bianco · e2 donna del nero · f2 pedone del bianco · c1 torre del bianco · g1 re del bianco | g7 pedone del nero · h7 re del nero · g6 torre del nero · h6 pedone del nero · a5 pedone del nero · c5 pedone del nero · b4 alfiere del nero · e4 donna del bianco · e3 alfiere del bianco · g3 pedone del bianco · h3 pedone del bianco · e2 donna del nero · f2 pedone del bianco · c1 torre del bianco · g1 re del bianco | 2 |
| 1 | g7 pedone del nero · h7 re del nero · g6 torre del nero · h6 pedone del nero · a5 pedone del nero · c5 pedone del nero · b4 alfiere del nero · e4 donna del bianco · e3 alfiere del bianco · g3 pedone del bianco · h3 pedone del bianco · e2 donna del nero · f2 pedone del bianco · c1 torre del bianco · g1 re del bianco | g7 pedone del nero · h7 re del nero · g6 torre del nero · h6 pedone del nero · a5 pedone del nero · c5 pedone del nero · b4 alfiere del nero · e4 donna del bianco · e3 alfiere del bianco · g3 pedone del bianco · h3 pedone del bianco · e2 donna del nero · f2 pedone del bianco · c1 torre del bianco · g1 re del bianco | g7 pedone del nero · h7 re del nero · g6 torre del nero · h6 pedone del nero · a5 pedone del nero · c5 pedone del nero · b4 alfiere del nero · e4 donna del bianco · e3 alfiere del bianco · g3 pedone del bianco · h3 pedone del bianco · e2 donna del nero · f2 pedone del bianco · c1 torre del bianco · g1 re del bianco | g7 pedone del nero · h7 re del nero · g6 torre del nero · h6 pedone del nero · a5 pedone del nero · c5 pedone del nero · b4 alfiere del nero · e4 donna del bianco · e3 alfiere del bianco · g3 pedone del bianco · h3 pedone del bianco · e2 donna del nero · f2 pedone del bianco · c1 torre del bianco · g1 re del bianco | g7 pedone del nero · h7 re del nero · g6 torre del nero · h6 pedone del nero · a5 pedone del nero · c5 pedone del nero · b4 alfiere del nero · e4 donna del bianco · e3 alfiere del bianco · g3 pedone del bianco · h3 pedone del bianco · e2 donna del nero · f2 pedone del bianco · c1 torre del bianco · g1 re del bianco | g7 pedone del nero · h7 re del nero · g6 torre del nero · h6 pedone del nero · a5 pedone del nero · c5 pedone del nero · b4 alfiere del nero · e4 donna del bianco · e3 alfiere del bianco · g3 pedone del bianco · h3 pedone del bianco · e2 donna del nero · f2 pedone del bianco · c1 torre del bianco · g1 re del bianco | g7 pedone del nero · h7 re del nero · g6 torre del nero · h6 pedone del nero · a5 pedone del nero · c5 pedone del nero · b4 alfiere del nero · e4 donna del bianco · e3 alfiere del bianco · g3 pedone del bianco · h3 pedone del bianco · e2 donna del nero · f2 pedone del bianco · c1 torre del bianco · g1 re del bianco | g7 pedone del nero · h7 re del nero · g6 torre del nero · h6 pedone del nero · a5 pedone del nero · c5 pedone del nero · b4 alfiere del nero · e4 donna del bianco · e3 alfiere del bianco · g3 pedone del bianco · h3 pedone del bianco · e2 donna del nero · f2 pedone del bianco · c1 torre del bianco · g1 re del bianco | 1 |
|   | a | b | c | d | e | f | g | h |   |

Partita spagnola, variante chiusa (ECO C84)
1. e4 e5 2. Cf3 Cc6 3. Ab5 a6 4. Aa4 Cf6 5. 0-0 Ae7 6. d3 b5 7. Ab3 d6 8. a4 Ad7 9. h3 0-0 10. Ae3 Ca5 11. Aa2 bxa4 12. Cc3 Tb8 13. Ab1 De8 14. b3 c5 15. Cxa4 Cc6 16. Cc3 a5 17. Cd2 Ae6 18. Cc4 d5 19. exd5 Cxd5 20. Ad2 Cxc3 21. Axc3 Axc4 22. bxc4 Ad8 23. Ad2 Ac7 24. c3 f5 25. Te1 Td8 26. Ta2 Dg6 27. De2 Dd6 28. g3 Tde8 29. Df3 e4 30. dxe4 Ce5 31. Dg2 Cd3 32. Axd3 Dxd3 33. exf5 Txe1+ 34. Axe1 Dxc4 35. Ta1 Txf5 36. Ad2 h6 37. Dc6 Tf7 38. Te1 Rh7 39. Ae3 Ae5 40. De8 Axc3 41. Tc1 Tf6 42. Dd7 De2 43. Dd5 Ab4 44. De4+ Rg8 45. Dd5+ Rh7 46. De4+ Tg6 (diagramma) 47. Df5 c4 48. h4 Dd3 49. Df3 Tf6 50. Dg4 c3 51. Td1 Dg6 52. Dc8 Tc6 53. Da8 Td6 54. Txd6 Dxd6 55. De4+ Dg6 56. Dc4 Db1+ 57. Rh2 a4 58. Ad4 a3 59. Dc7 Dg6 60. Dc4 c2 61. Ae3 Ad6 62. Rg2 h5 63. Rf1 Ae5 64. g4 hxg4 65. h5 Df5 66. Dd5 g3 67. f4 a2 68. Dxa2 Axf4 0–1